# Radio-Stop

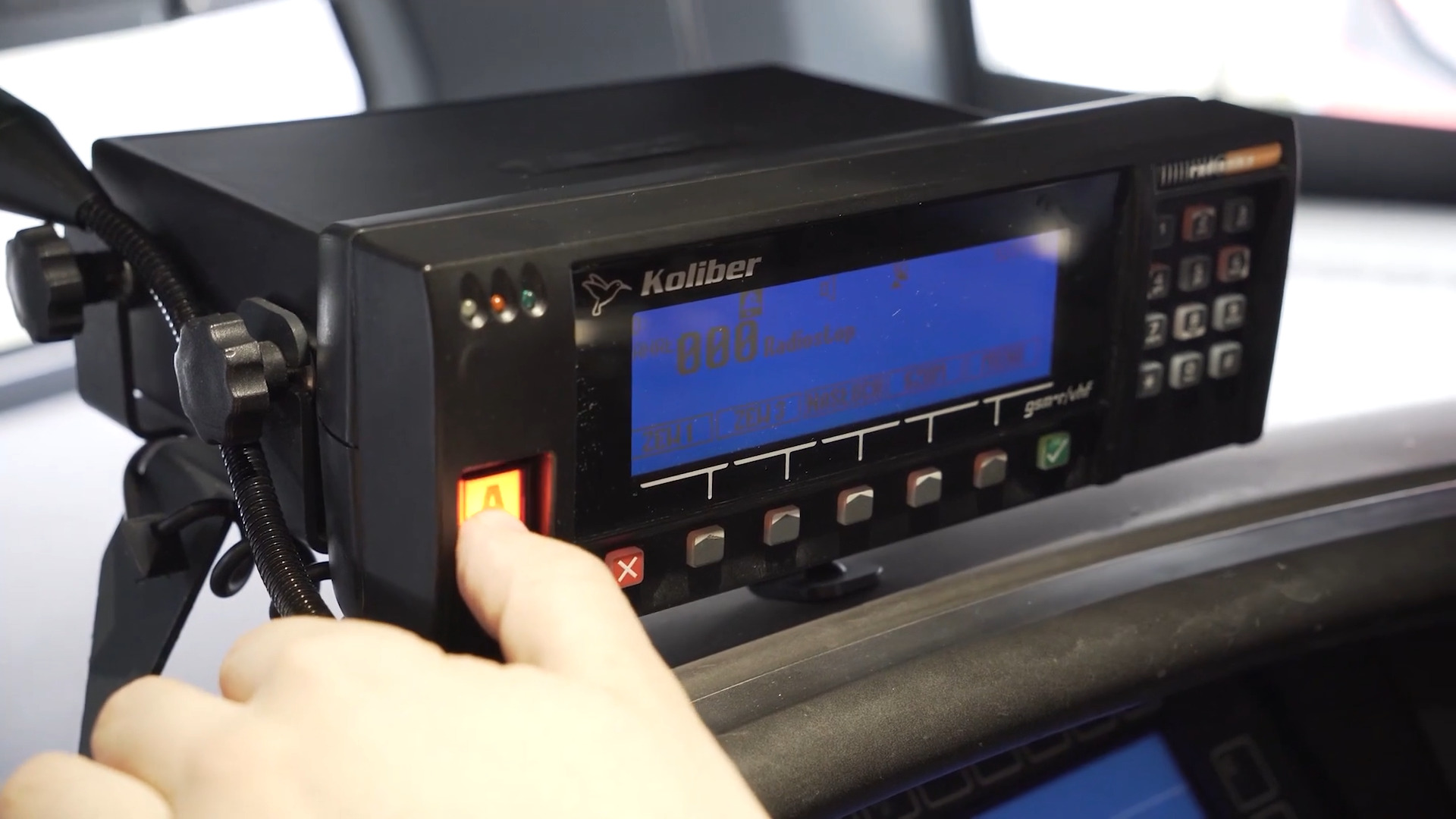
Uruchomienie automatycznego sygnału A1r „Alarm” (radio-stop) przez naciśnięcie przycisku „A” na radiotelefonie Koliber

Radio-Stop – system zabezpieczenia ruchu kolejowego stosowany na sieci PKP Polskich Linii Kolejowych.

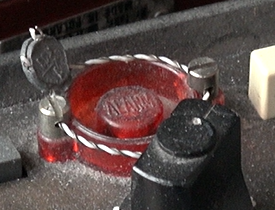
Plombowany przycisk uruchamiający sygnał radio-stop radiotelefonu Radmor

## Historia
Bezpośrednią przyczyną wprowadzenia Radio-Stopu były wypadki kolejowe, do których dochodziło na przełomie lat 70. i 80. XX w., którym mógłby zapobiec system radiołączności pociągowej – pod Wrocławiem w 1977 roku, pod Otłoczynem w 1980 roku oraz pod Osieckiem w 1981 roku. System został wdrożony do eksploatacji na sieci PKP ok. 1987 roku.
Wprowadzenie Radio-Stopu zwiększyło poziom bezpieczeństwa na polskiej kolei, a jego użycie pozwoliło uniknąć wielu niebezpiecznych zdarzeń, m.in. w 2017 roku w Worowie, w 2018 w Muninie i pod Wrocławiem, w 2019 roku pod Złocieńcem, w 2023 w Lesznie,  w 2024 roku w Trzebini i Krakowie.

## Charakterystyka
System umożliwia zatrzymanie będących w ruchu pojazdów trakcyjnych w miejscu, gdzie zachodzi zagrożenie dla bezpieczeństwa ruchu kolejowego. Jego uruchomienie następuje poprzez wciśnięcie przycisku „Alarm” kolejowego urządzenia łączności (radiotelefonu), które rozpoczyna wysyłanie drogą radiową sygnału dźwiękowego A 1r „Alarm” – trzech następujących po sobie tonów o różnej częstotliwości powtarzanych cyklicznie. W efekcie następuje zahamowanie wszystkich pojazdów trakcyjnych znajdujących się w zasięgu urządzenia nadającego sygnał A 1r. W przypadku gdy pojazd samoczynnie nie zahamował, maszynista słyszący sygnał A 1r jest zobowiązany do natychmiastowego zatrzymania pojazdu kolejowego.

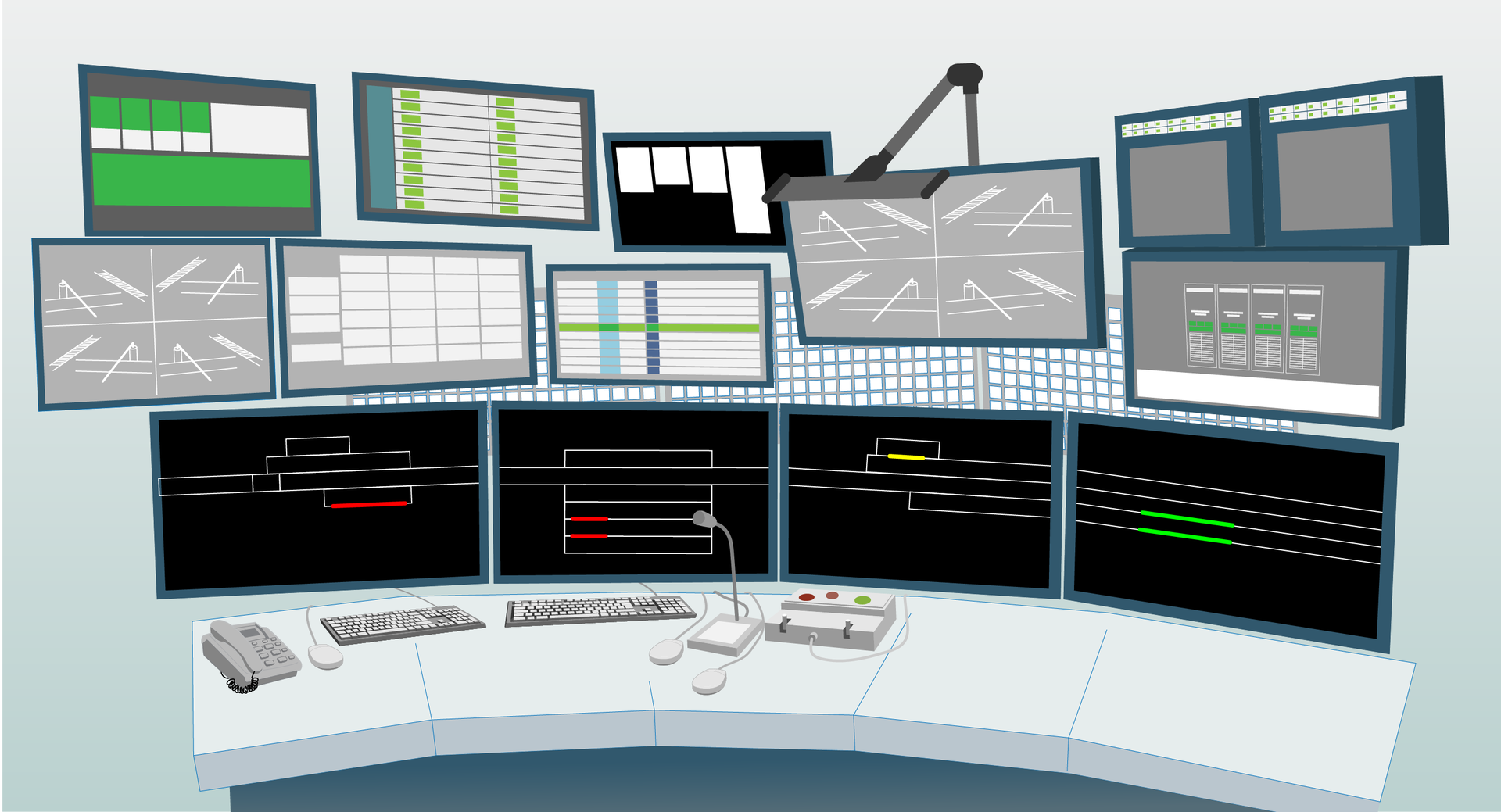
Przykładowy schemat stanowiska dyżurnego ruchu w Lokalnym Centrum Sterowania. Monitor sterowania radiołącznością trzeci od lewej, w górnej części. Obsługiwany jedną z myszek.

Zasięg pojedynczego radiotelefonu z reguły nie obejmuje całego odcinka zdalnego prowadzenia ruchu (np. LCS). Z tego względu odcinki takie wyposaża się w systemy Zdalnego Sterowania Radiołącznością (SZS). Szczegółowe standardy rozwiązania systemu SZS pozostają regulacją wewnętrzną przedsiębiorstwa PKP Polskie Linie Kolejowe.

## Wady systemu

### Różne kanały radiołączności
Radio-Stop umożliwia nadanie sygnału A 1r „Alarm” wyłącznie na kanale, który jest ustawiony na urządzeniu łączności. Jeżeli będzie ono ustawione na inny kanał niż przypisany dla linii kolejowej, po której porusza się pojazd kolejowy wyposażony w urządzenie (jak w przypadku pociągu interRegio 13126 Matejko w katastrofie pod Szczekocinami), użycie Radio-Stopu będzie nieskuteczne. 

### Nieuprawnione użycie
Funkcjonowanie systemu Radio-Stop w ramach łączności analogowej powoduje, że sygnał A 1r może nadać każda osoba wyposażona w radiotelefon. Problem ten znany był już w 1989 roku – zakładano wtedy, że forma sygnału będzie skłaniała maszynistów do aktywacji systemu dla żartów. W latach 2012–2017 zanotowano 1873 przypadki nieuprawnionego użycia systemu Radio-Stop, zaś w latach 2015–2022 system był aktywowany przez osoby nieuprawnione średnio 567 razy w roku.
25 sierpnia 2023 roku w godzinach wieczornych nieznana osoba aktywowała system Radio-Stop w okolicach Szczecina. Nieuprawnionemu użyciu systemu towarzyszyło nadawanie na łączach kolejowych hymnu Federacji Rosyjskiej, co spowodowało dyskusję na temat zabezpieczenia polskiej sieci kolejowej przed sabotażem, jak i samego Radio-Stopu. Sygnał był również nadawany między 26 a 29 sierpnia kilka razy dziennie w różnych częściach kraju. 30 sierpnia 2023 roku prezes PKP PLK Ireneusz Merchel zapowiedział przyspieszenie wymiany systemu Radio-Stop na cyfrowy, co ma przynieść redukcję liczby przypadków nieuprawnionego użycia systemu.

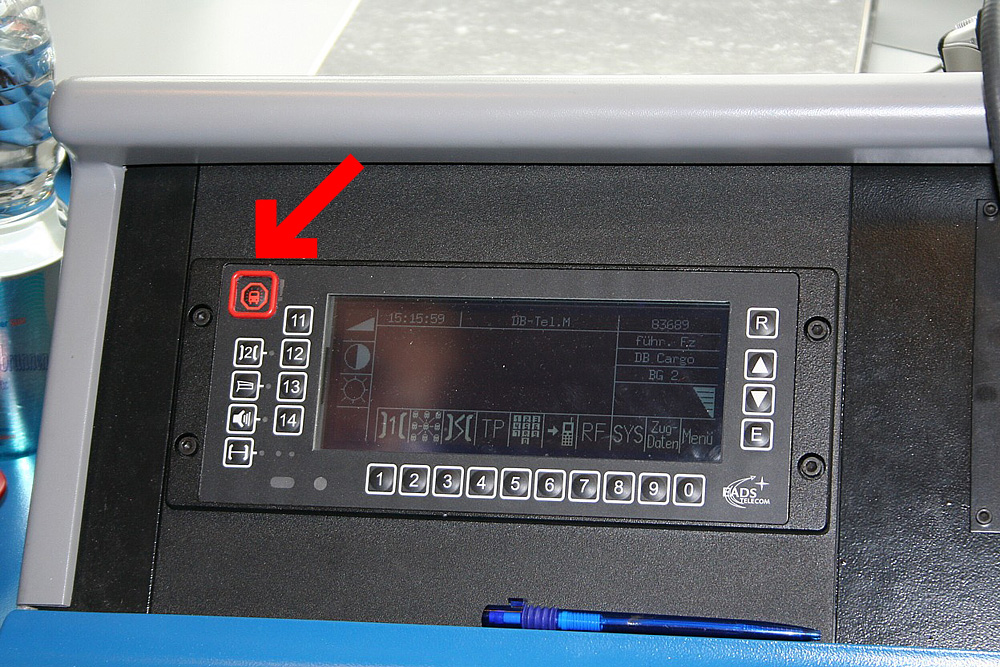
Przycisk uruchamiający system alarmowy odpowiedni dla systemu radiołączności w którym radio aktualnie pracuje

### Brak kompatybilności z nowymi systemami radiołączności
Radio-Stop jest niekompatybilny z cyfrowym systemem łączności GSM-R. W przypadku łączności GSM-R wykorzystywana jest funkcja Enhanced Railway Emergency Call (REC). System umożliwia powiadomienie pracowników o niebezpieczeństwach związanych z koniecznością ewentualnego zatrzymania ruchu w danym miejscu. Na czas wspólnej eksploatacji systemów radiołączności: analogowego VHF i cyfrowego GSM-R, przewiduje się urządzenia przytorowe automatycznie przekształcające sygnał Radio-Stop na REC i REC na Radio-Stop.

### Użycie w sytuacji zagrożenia, ale w niewłaściwym momencie
Podczas incydentu na stacji Psary w dniu 19.04.2024 r., w którym maszynista pociągu EC Sobieski pominął semafor wjazdowy wskazujący sygnał S1 Stój z prędkością 160km/h, użycie sygnału Radio-Stop spowodowałoby spowolnienie prawidłowo jadącego Cegielskiego, i w konsekwencji katastrofę.

## Wypadki związane z brakiem użycia sygnału Radio-Stop
Jednym z czynników, który mógł zapobiec katastrofie kolejowej pod Szczekocinami, było użycie Radio-Stopu. Nie skorzystali jednak z niego dyżurni ruchu, jak i maszyniści TLK Brzechwa. Nie ustalono jednoznacznie, czy maszynista interRegio Matejko uruchomił sygnał.
W wypadku na stacji Gdynia Główna 5 października 2023 roku, wiele komputerów i nieintuicyjna obsługa systemu Zdalnego Sterowania Radiołącznością w LCS Gdynia Główna, uniemożliwiły natychmiastowe nadanie automatycznego sygnału Radio-Stop, co przyczyniło się do zwiększenia rozmiaru wypadku. Zbyt duża ilość ekranów komputerowych obsługiwanych przez pojedynczego dyżurnego ruchu jest przedmiotem krytyki i dialogu prowadzonego przez Związek Zawodowy Dyżurnych Ruchu PKP.